# The Loft
The Loft (bra: Prazeres Mortais, ou O Sótão) é um filme norte-americano de 2014, do gênero suspense erótico, dirigido por Erik Van Looy, com roteiro de Wesley Strick, que adapta o trabalho original de Bart De Pauw para o filme Loft, de 2008.
Protagonizado por Karl Urban e James Marsden, foi lançado no Brasil pela California Filmes em 7 de maio de 2015 em DVD.

## Sinopse
A vida de cinco homens (Karl Urban, James Marsden, Wentworth Miller, Eric Stonestreet, Matthias Schoenaerts) muda drasticamente após encontrarem um cadáver no apartamento em que compatilhavam para uma festa particular.

## Recepção
No agregador de críticas Rotten Tomatoes, que categoriza as opiniões apenas como positivas ou negativas, o filme tem um índice de aprovação de 14% calculado com base em 42 comentários dos críticos que é seguido do consenso: "Povoado com personagens tão desagradáveis quanto seu enredo desprezível, The Loft é inabitável para todos, exceto para os fãs de suspense erótico menos exigentes". Já no agregador Metacritic, com base em 11 opiniões de críticos que escrevem em maioria para a imprensa tradicional, o filme tem uma média aritmética ponderada de 24 entre 100, com a indicação de "revisões geralmente desfavoráveis". De acordo com o CinemaScore, o público deu ao filme uma nota de "B−" em uma escala de A + a F.